# Engeløybruene
Engeløybruene est le nom des deux ponts qui relient Engeløya au continent dans la commune de Steigen dans le comté du Nordland, Norvège. Les ponts ont été inaugurés par le roi Olav V en 1978 et est une partie de la route fylkesveg 835.
Le pont haut est un pont à poutre en porte-à-faux gratuit, qui va du continent à l'île d' Ålstadøya. Le pont fait 548 mètres de long et a une portée principale de 110 mètres.
Le pont bas va de Ålstadøya à Engeløya. Le pont fait 360 mètres de long, avec une portée principale de 24 mètres.